# ای‌تی‌سی (گروه موسیقی)
ای‌تی‌سی (به انگلیسی: ATC) با نام کامل A Touch of Class یگ گروه موسیقی پاپ بود که در آلمان شکل گرفت. چهار عضو این گروه از کشورهای مختلف بودند. سارا ایگلستون (Sarah Egglestone) اهل استرالیا٬ جوزف جوی موری (Joseph "Joey" Murray) اهل نیوزلند٬ تریسی الیزابت پکهام اهل انگلستان و لیویو سالوی (Livio Salvi) اهل ایتالیا بود.
این گروه بین سال‌های ۱۹۹۸ تا ۲۰۰۳ فعال بود و در این مدت دو آلبوم منتشر کرد.

## آلبوم‌شناسی
- پاپ سیاره (Planet pop) ٬ 2001
- آسمان را لمس کن (Touch the Sky) ٬ 2003